# Mielichhoferia paroica
Mielichhoferia paroica là một loài rêu trong họ Bryaceae. Loài này được A.J. Shaw & B. H. Allen mô tả khoa học đầu tiên năm 1998.